# 26170 Kazuhiko
26170 Kazuhiko este un asteroid din centura principală de asteroizi.

## Descriere
26170 Kazuhiko este un asteroid din centura principală de asteroizi. A fost descoperit pe 24 ianuarie 1996 la Ojima de T. Niijima. El prezintă o orbită caracterizată de o semiaxă mare de 2,60 ua, o excentricitate de 0,04 și o înclinație de 8,3° în raport cu ecliptica.